# Beneath the Encasing of Ashes
Beneath the Encasing of Ashes es el álbum debut de la banda de metalcore As I Lay Dying. Muchos de los encuestados, y también los oyentes casuales comparan el sonido de este álbum con Zao. En general se piensa que la banda encontró su propio sonido en los álbumes siguientes, Frail Words Collapse y Shadows Are Security..

## Canciones
1. "Beneath the Encasing of Ashes" - 3:03
2. "Torn Within" - 1:46
3. "Forced to Die" - 2:43
4. "A Breath in the Eyes of Eternity" - 2:58
5. "Blood Turned to Tears" - 1:38
6. "The Voices That Betray Me" - 2:58
7. "When this World Fades" - 2:32
8. "A Long March" - 1:56
9. "Surrounded" - 0:50
10. "Refined By Your Embrace" - 1:44
11. "The Innocence Spilled" - 3:36
12. "Behind Me Lies Another Fallen Soldier" - 4:13

## Créditos
- Tim Lambesis - voz
- Evan White - guitarras (y tocó el bajo en el álbum)
- Noah Chase - bajo (en gira)
- Jordan Mancino - batería
- Nolan Brett - masterizado
- Brian Cobbel - productor ejecutivo
- Jeff Forest - ingeniero
- Tim Lambesis - productor
- Darren Paul - diseño gráfico
- Eric Shirey - productor ejecutivo
- Johnny Utah - voz
- Evan White - productor